# 薩蔓莎·聖
薩蔓莎·聖（英語：Samantha Saint，1987年6月8日—）是一名美國女色情演員和模特兒。聖目前居住在加利福尼亞州的馬里布。
2012年10月，她成為《閣樓》的閣樓寵物。

## 圖集

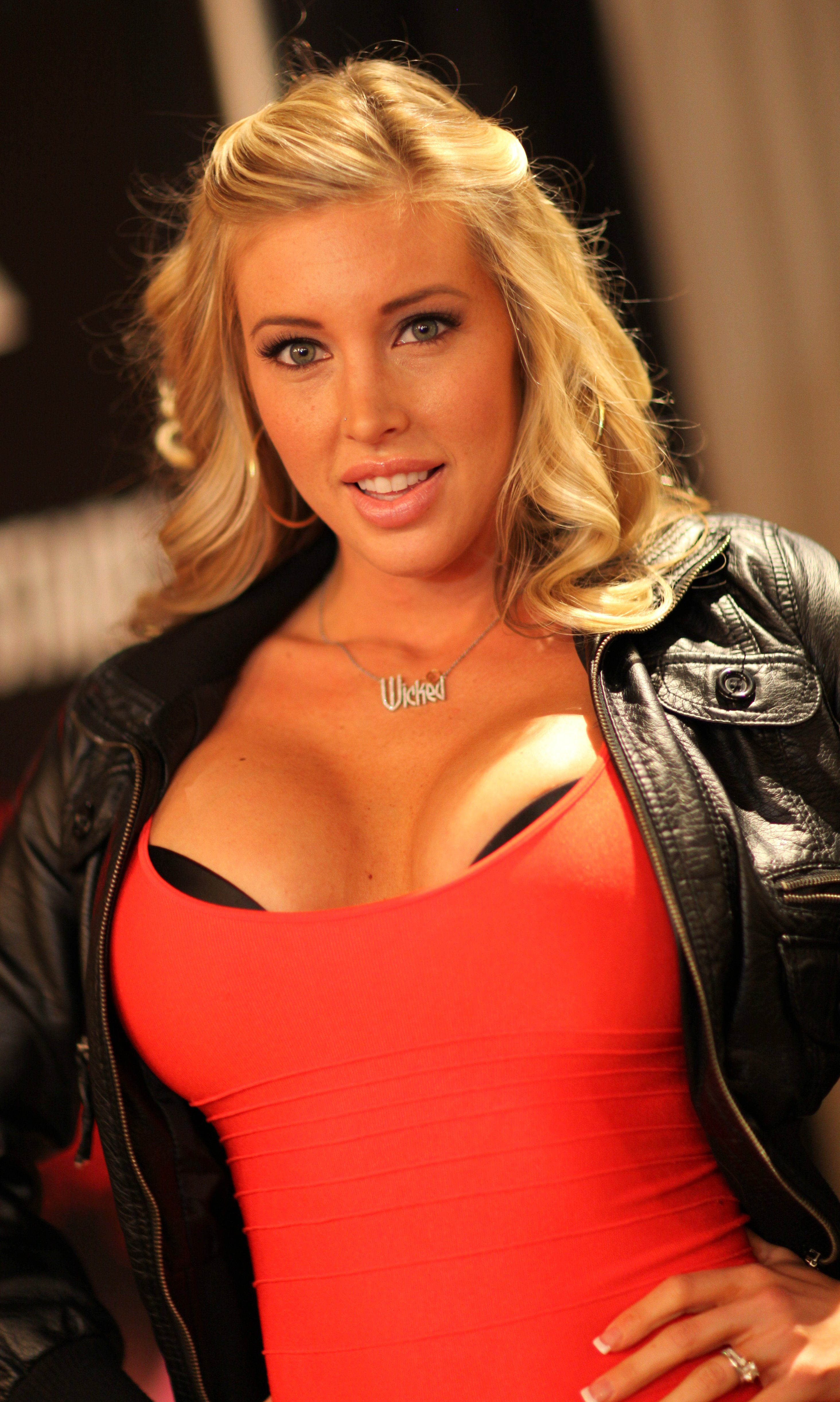
2013年，聖出席於AVN成人娛樂博覽會會場
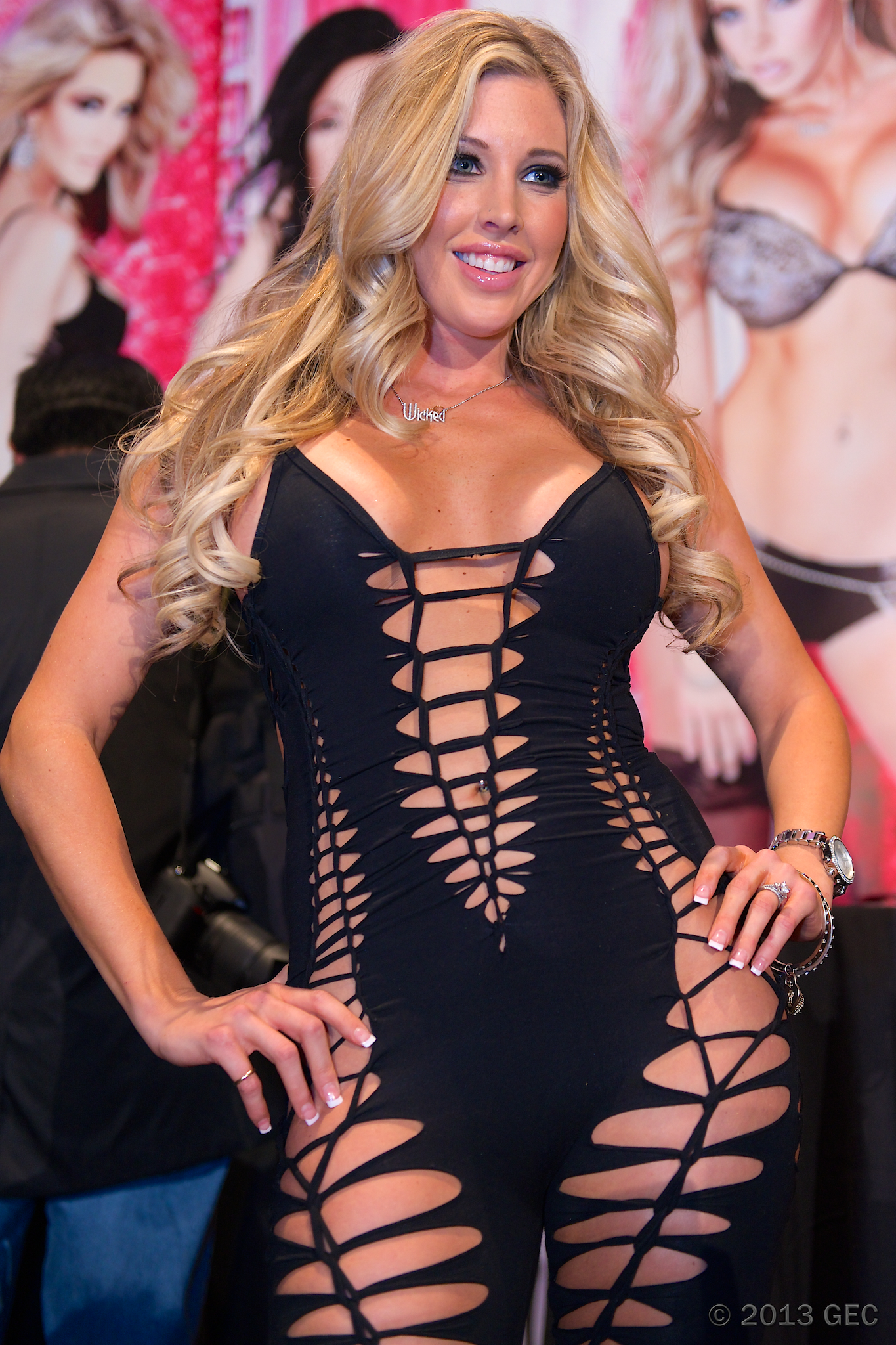
2013年，聖出席於AVN成人娛樂博覽會會場
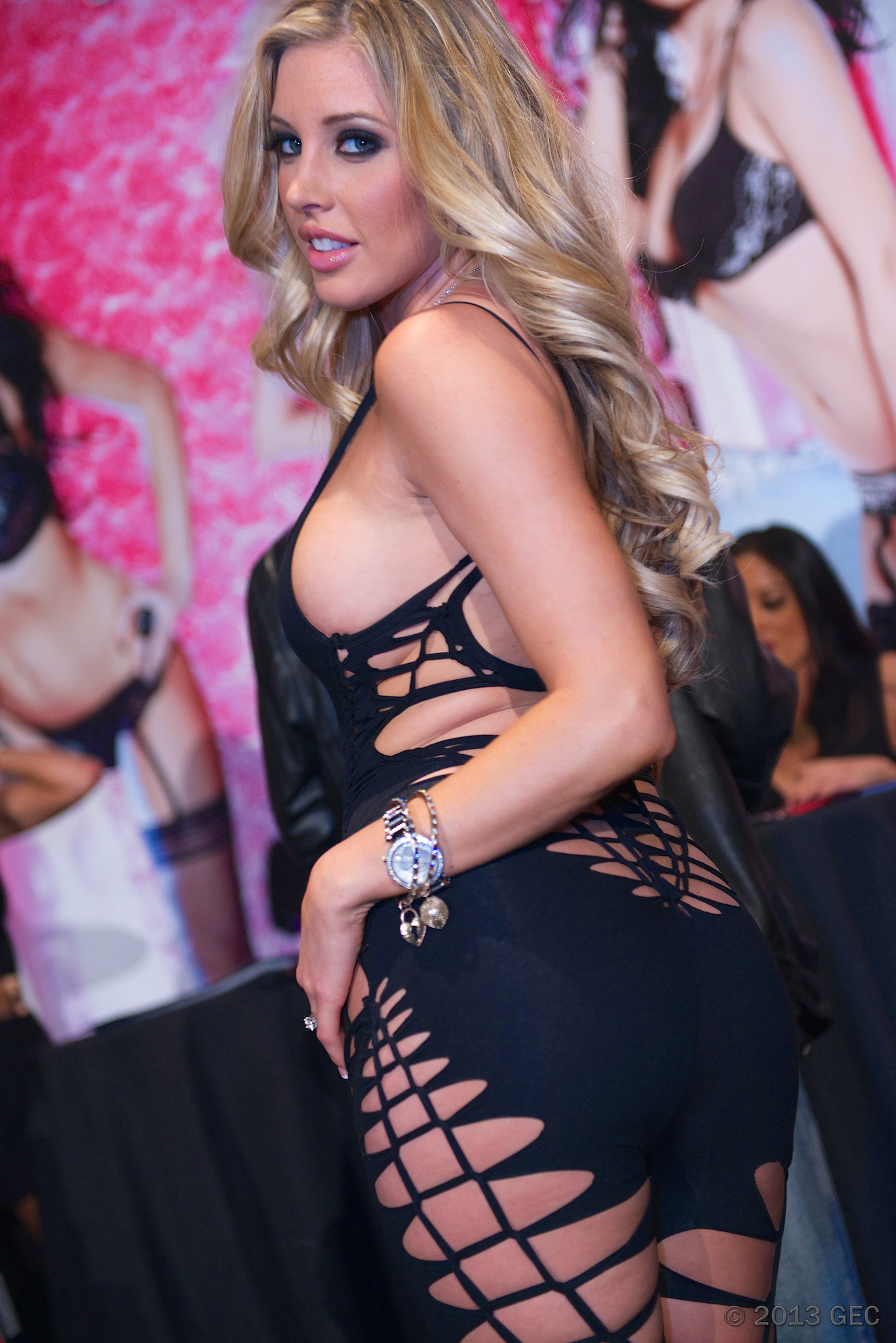
2013年，聖出席於AVN成人娛樂博覽會會場
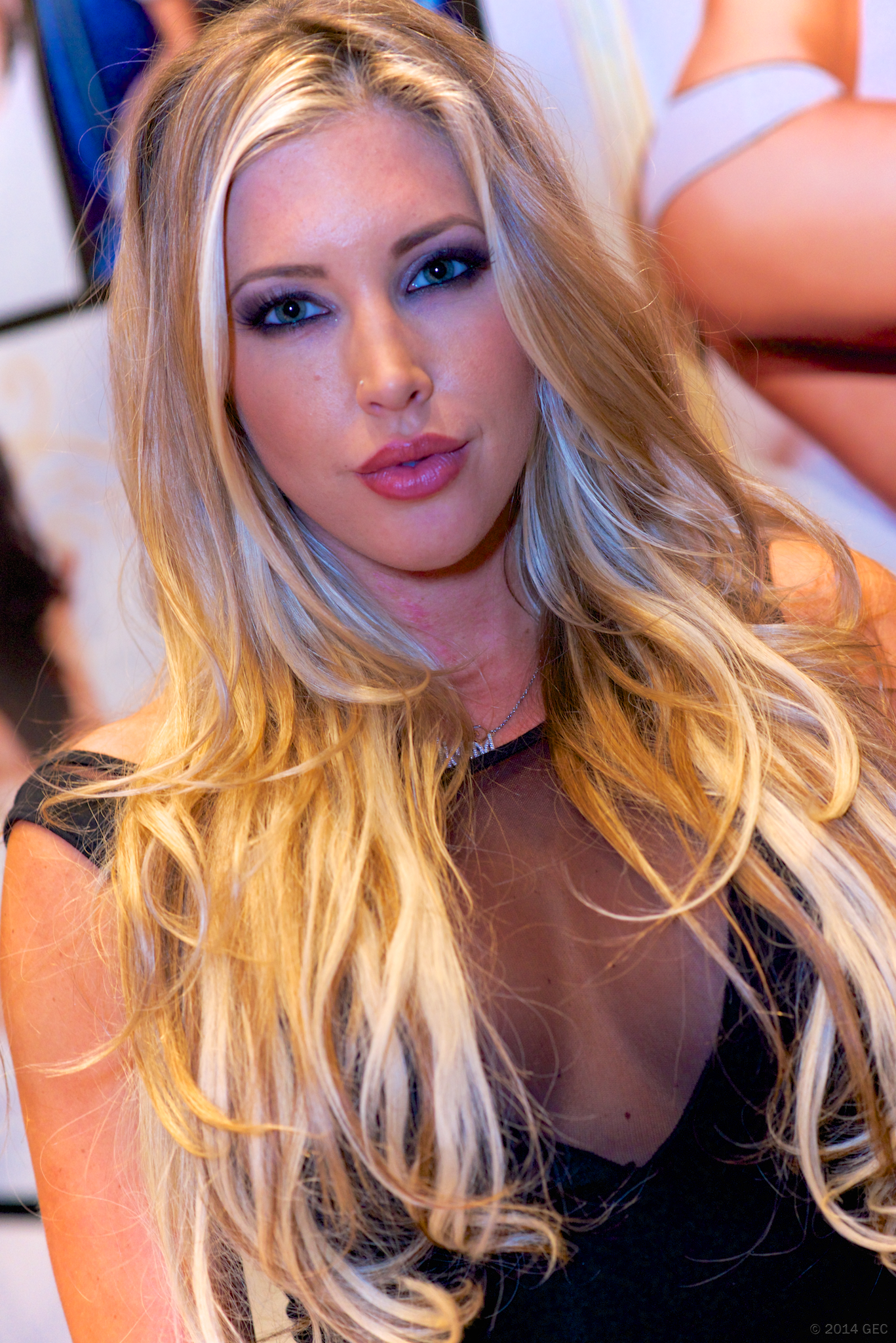
2014年，聖出席於AVN成人娛樂博覽會會場

## 外部連結
- 官方网站
- 薩蔓莎·聖在互联网电影资料库（IMDb）上的資料（英文）
- Samantha Saint在網際網路成人電影資料庫
- 成人電影資料庫上Samantha Saint的资料（英文）